# Yolanda Pulecio
Yolanda Pulecio Vélez (Bogotá, 31 de diciembre de 1939) es una exmodelo y expolítica colombiana, quien fue Señorita Cundinamarca y Senadora de Colombia.

## Biografía
Nació en Bogotá en 1939. Desde pequeña viajó con su familia a vivir en Barcelona, España, y, de regreso al país, fue Señorita Cundinamarca 1955, y como tal participó en el Concurso Nacional de Belleza de ese año.
En 1958 funda el albergue infantil de Bogotá para atender a niños de la calle.
En 1959 contrajo nupcias con el exministro antioqueño Gabriel Betancourt, con quien tuvo dos hijas: Íngrid Betancourt y Astrid Betancourt Pulecio. A mediados de la década de 1980, se separó de su esposo y comenzó a trabajar con Luis Carlos Galán, hasta el asesinato de este a manos de Pablo Escobar. En las elecciones legislativas de 1990 fue elegida Representante a la Cámara por Bogotá, pero su mandato culminó en 1991 cuando el Congreso fue disuelto. Luego, fue nombrada Embajadora en Guatemala, por el presidente César Gaviria Trujillo.
El 23 de febrero de 2002 su hija Íngrid Betancourt fue secuestrada en la zona del Caguán en el departamento de Caquetá, por lo que inicia culpando al presidente Andrés Pastrana por el secuestro de su hija y las condiciones de seguridad en la zona.
Tras el secuestro, recorrió diversos países solicitando la liberación de su hija a las FARC, a la vez que manifestaba un lenguaje muy agresivo hacia el presidente Álvaro Uribe Vélez, a quien ella calificó como "una persona que no tiene corazón".
El 2 de julio de 2008 se produjo la Operación Jaque, que tuvo como resultado el retorno a la libertad de su hija Íngrid junto con 14 secuestrados más.